# Abraham Mateo
Abraham Mateo Chamorro (San Fernando, 25 de agosto de 1998) é um cantor, ator, compositor e dançarino espanhol.
Com nove anos de idade foi revelado no festival de música e dança "Veo Veo", obtendo uma menção especial na competição regional da Andaluzia, dois anos mais tarde ele ganhou o prémio revelação no concurso nacional na Espanha. Com nove anos começou a ter apresentações musicais no programa de televisão "Menuda Noche" do Canal Sur Andaluzia. Com dez anos gravou seu primeiro álbum pela gravadora EMI Music Spain. Em 2012, assinou com a gravadora Sony Music Spain, onde gravou seu segundo álbum intitulado de AM. Seu primeiro single "Señorita", trouxe a ele muitos frutos, sendo o clip mais visto na Espanha em 2013 e supera 143 milhões de visualizações na web. Em Novembro de 2013 publicou seu terceiro álbum intitulado de Who I AM, ele compôs todas as faixas desse álbum, alcançando um numero alto de vendas na Espanha e no México. Ele também abriu alguns shows da boyband  One Direction no Chile, Peru e nas cidades de Madrid e Barcelona.

## Discografia

### Album
- 2009: Abraham Mateo
- 2013: AM
- 2014: Who I AM
- 2015: Are You Ready?
- 2018: A Cámara Lenta

### Singles
- 2009: Vuelve conmigo
- 2012: Señorita
- 2013: Girlfriend
- 2014: Lánzalo
- 2014: All the Girls (La La La)
- 2015: Todo terminó
- 2015: Old School
- 2015: If I Can’t Have You
- 2016: Are You Ready
- 2016: When You Love Somebody
- 2016: Mueve (feat. Lali)
- 2016: Mi vecina
- 2017: Taste the feeling
- 2017: Loco enamorado (feat. Farruko & Christian Daniel)
- 2017: Háblame bajito (mit 50 Cent & Austin Mahone)
- 2018: Mentirosa Compulsiva (mit Lérica)
- 2018: Se acabó el amor (mit Yandel & Jennifer Lopez)
- 2018: A cámara lenta
- 2018: Bom bom (mit Yenddi, De La Ghetto, Jon Z)
- 2018: Mejor que él
- 2020: No Encuentro Palabras, Feat Manuel Turizo

### Como artista convidada
- 2015: Sin usar palabras (Lodovica Comello feat. Abraham Mateo)
- 2015: Para siempre (CD9 feat. Abraham Mateo)
- 2016: Quisiera (CNCO feat. Abraham Mateo)
- 2017: Barco de papel (Río Roma feat. Abraham Mateo)
- 2017: Jungle (Pitbull & Stereotypes feat. E-40 & Abraham Mateo)
- 2017: 30 de febrero (Ha*Ash feat. Abraham Mateo)
- 2018: Quiéreme (feat. Farruko & Jacob Forever feat. Abraham Mateo)
- 2018ː Loco por Ti (MYA feat. Abraham Mateo & Feid)

### Turnês
| Ano  |               | Locais                     |
| ---- | ------------- | -------------------------- |
| 2014 | Gira AM       | Espanha, Chile e Argentina |
| 2014 | Tour Who I AM | Espanha e México           |

## Filmografia

### Televisão
| Ano  | Título                                                 | Papel             |
| ---- | ------------------------------------------------------ | ----------------- |
| 2009 | Días sin Luz (Espanha)                                 | Abraham           |
| 2010 | Raphael: una historia de superación personal (Espanha) | Raphael (criança) |
| 2013 | XQEsperar (Espanha)                                    | Ele mesmo         |
| 2014 | B&b, de boca en boca (Espanha)                         | Ele mesmo         |
| 2016 | Massa Fresca (Portugal)                                | Ele mesmo         |